# معهد المتحف لتدريس العلوم
يوفر معهد المتحف لتدريس العلوم (MITS)، الكائن في بوسطون في ولاية ماساشوستس بالولايات المتحدة الأمريكية والذي أسس في عام 1983 موارد لمعلمي الصف الثامن بالمدرسة في مواد العلوم والتكنولوجيا والهندسة والرياضيات.
كما قام معهد المتحف لتدريس العلوم بالتعاون مع المعلمين في العلوم ومتاحف التاريخ الطبيعي ببدء ورعاية طريقة مبتكرة لتدريس العلوم في كل من المدارس الحكومية والخاصة في الولايات المتحدة الأمريكية. وأنتج ملخصات وقام بورش عمل تعليمية وعقد ندوات وقدم منشورات سنوية العلوم شيء رئيسي، بهدف تقديم أنشطة يمكن أن يستخدمها المعلمون كمنوذج لأنشطتهم داخل الفصل الدراسي والمناهج الدراسية.
ونظم معهد المتحف لتدريس العلوم معهدًا صيفيًا لمعلمي الصف الثامن.

## وصلات خارجية
- MITS website